# Leopold Matthias von Lamberg

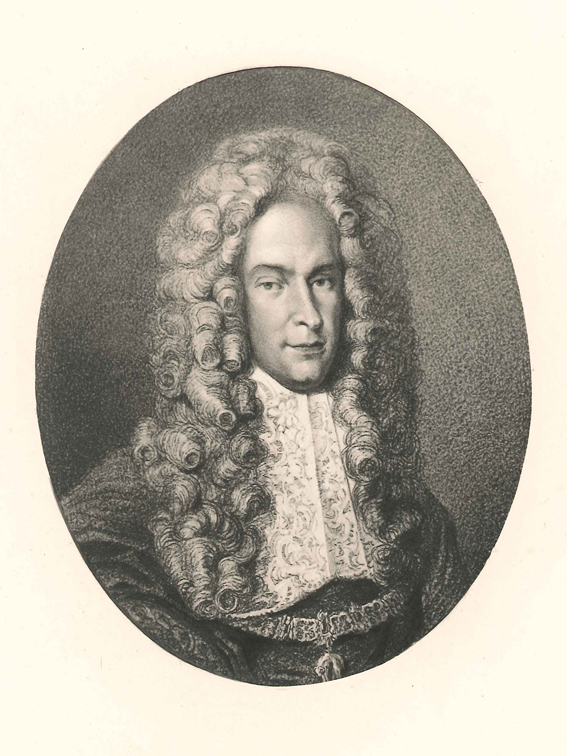
Leopold Matthias von Lamberg

Leopold Matthias von Lamberg (* 20. Februar 1667 in Wien; † 10. März 1711 ebenda) war ein Adeliger aus der Familie Lamberg, der u. a. als Oberststallmeister Kaiser Josefs I. fungierte. 1707 wurde er in den Reichsfürstenstand erhoben, ab 1708 war er Landgraf von Leuchtenberg.

## Leben
Leopold Matthias Sigismund, Reichsgraf (seit 1707 Reichsfürst) von Lamberg, Freiherr auf Ortenegg und Ottenstein, gehörte der aus Kärnten und Krain stammenden Adelsfamilie Lamberg an, die in Oberösterreich (Steyr) begütert war. Er war das dritte Kind und der älteste Sohn des Grafen Franz Joseph von Lamberg-Steyr (1637–1712) aus der Ehe mit Anna Maria Gräfin Trautmannsdorf-Weinsberg (1642–1727), einer Tochter des böhmischen Statthalters Adam Matthias von Trauttmansdorff (1617–1684). Seine Brüder waren Hans Adam von Lamberg (1677–1708), Fürst Franz Anton von Lamberg (1678–1759), der Kardinal Joseph Dominikus von Lamberg (1680–1761), dessen Suffraganbischof Franz Alois von Lamberg (1692–1732), außerdem die Grafen Johann Philipp von Lamberg (1684–1735) und Johann Ferdinand von Lamberg (1689–1764).
Graf Matthias stand von Anfang an in engem Kontakt zum Kaiserhaus. Kaiser Leopold I. selbst war sein Taufpate und er war von früher Jugend an mit dem zehn Jahre jüngeren Kronprinzen und späteren Kaiser Josef I. eng befreundet. Von dessen Gunst getragen, kletterte er die Stufen der Ämterhierarchie empor (Weiß). Im August 1689 wurde er als erster Kammerherr des Kronprinzen aufgeschworen, 1692 war er kaiserlicher Hofkammerrat. 1699 übernahm er die Leitung des Jagdwesens König Josefs I., wurde 1700 Ritter des Ordens vom Goldenen Vlies und am 13. Jänner 1702 erblicher Obersterblandjägermeister für Österreich ob der Enns, nach dem Tod des Fürsten Leopold Ignaz von Dietrichstein am 15. Juli 1708 auch Oberststallmeister. Am 1. November 1707 erhob ihn Kaiser Josef I. in den nach dem Erstgeburtsrecht erblichen Reichsfürstenstand.
Nachdem Kurfürst Max Emanuel während des Spanischen Erbfolgekrieges in Reichsacht gefallen war, betrachtete Josef I. die Landgrafschaft Leuchtenberg als heimgefallenes Reichslehen und belehnte 1708 Fürst Matthias mit ihr. Der wurde auf dem Reichstag am 11. Juli 1709 als des heiligen römischen Reichs Landgraf zu Leuchtenberg und unmittelbarer Reichsfürst erklärt, als der er Sitz und Stimme auf dem Reichstag hatte.
Fürst Matthias war ständig in der Umgebung des Kaisers, der auf Jagden, Turnieren und Festen nicht ohne ihn sein wollte. Sein politischer Einfluss war jedoch gering. Seinen Onkel, den Passauer Fürstbischof und Kardinal Johann Philipp von Lamberg, wieder am Wiener Hof Fuß fassen zu lassen, gelang ihm nicht.
Er starb am 10. März 1711 in Wien an einer Herzkrankheit, erst 44 Jahre alt und fünf Wochen vor seinem kaiserlichen Freund. Er wurde in der Lambergschen Familiengruft in der Augustiner-Hofkirche in Wien beigesetzt. Da seine beiden Söhne vor ihm jung und kinderlos verstorben waren, fielen die Reichsfürstenwürde und die Landgrafschaft Leuchtenberg an seinen damals 74-jährigen Vater Franz Joseph von Lamberg und nach dessen Tod am 2. November 1712 an seinen Bruder Franz Anton. Die Landgrafschaft wurde 1714 im Zuge des Rastatter Friedens an den bayerischen Kurfürsten zurückgegeben.

## Familie
Leopold Mathias heiratete am 21. Mai 1691 Gräfin Maria Claudia zu Künigl (1669–1710), Tochter des Grafen Johann Georg von Künigl. Sie hatten folgende Kinder:
- Maria Theresia Josepha (* 1692; † 1730/50) ⚭ 1. Mai 1720 Anton Rabutin, Comte de Bussy
- Johann Philipp (* 1694; † 1706)
- Philippina Maria Anna Josepha (* 1695; † 1762) ⚭ 28. September 1718 Ludwig Andreas von Khevenhüller, Graf von Frankenburg (1683–1744)
- Maria Josefa Johanna Theresia Amadea ⚭ 26. September 1726 Josef Maria Nikolaus Ignaz Freiherr von Neuhaus
- Leopold Franz Xaver (* 1702; † 1709)
- Maria Josepha Philippine (* 1706; † 1707)